# Щитники острогрудые
Щитники острогрудые (лат. Sciocoris) — род клопов из семейства настоящих щитников трибы Sciocorini.

## Описание
Тело буровато-жёлтое, с густой пунктировкой. Бока переднеспинки распластаны в широкую тонкую пластинку. Голова шире основания щитка или ровной с ним ширины. Тело сильно уплощённое.

## Виды
В состав рода входят:
- Sciocoris abbreviatus Reuter, 1881
- Sciocoris angularis Puton, 1889
- Sciocoris angusticollis Puton, 1895
- Sciocoris assimilis Fieber, 1851
- Sciocoris canariensis Lindberg, 1953
- Sciocoris cerrutii Wagner, 1959
- Sciocoris consobrinus Kiritshenko, 1952
- Sciocoris conspurcatus Klug, 1845
- Sciocoris cursitans (Fabricius, 1794) — Сциокорис проворный[5]
- Sciocoris deltocephalus Fieber, 1861
- Sciocoris distinctus Fieber, 1851 — Сциокорис отличный[5]
- Sciocoris fumipennis Puton, 1881
- Sciocoris galiberti Ribaut, 1926
- Sciocoris helferi Fieber, 1851
- Sciocoris hoberlandti Wagner, 1954
- Sciocoris homalonotus Fieber, 1851
- Sciocoris luteolus Fieber, 1861
- Sciocoris macrocephalus Fieber, 1851 — Сциокорис стебельчатый[5]
- Sciocoris maculatus Fieber, 1851
- Sciocoris microphthalmus Flor, 1860 — Сциокорис мелкоглазый[5]
- Sciocoris ochraceus Fieber, 1861
- Sciocoris orientalis Linnavuori, 1960
- Sciocoris pallens Klug, 1845
- Sciocoris pentheri Wagner, 1953
- Sciocoris reflexus Fieber, 1851
- Sciocoris ribauti Wagner, 1953
- Sciocoris sideritidis Wollaston, 1858
- Sciocoris sulcatus Fieber, 1851 — Сциокорис борозчатый[5]
- Sciocoris umbrinus (Wolff, 1804)